# Supermercati SISA
SISA, acronimo di Società Italiana Supermercati Associati, è un'insegna della Grande distribuzione organizzata italiana.

## Storia
La Società Italiana Supermercati Associati nasce come Società cooperativa, dall'intento di un gruppo di commercianti attivi sul territorio di centralizzare gli acquisti e trasformare i propri punti vendita in superette e supermercati. L'iniziativa è animata dai valori tipici del mondo cooperativo: coesione tra i soci e un confronto aperto nel rispetto delle specificità di ciascuno. Grazie a un rapido incremento del numero dei soci (reso sempre più significativo dall'aumento del potere contrattuale in acquisto), i supermercati Sisa guadagnano una presenza diffusa su tutto il territorio nazionale. In conseguenza del lancio sul mercato dei primi prodotti a marchio Sisa, viene in seguito adottata una insegna comune, cui verrà aggiunta la dizione I Supermercati Italiani.
L'insegna Sisa è da sempre associata alla mascotte "Sisolo", un alberello antropomorfo che comunica familiarità, sicurezza ed empatia verso il consumatore finale.
La società Cedi SISA Centro Sud S.p.A.  ha operato – fino a giugno 2017 – nel Centro Sud attraverso una società controllata chiamata Gestioni commerciali s.r.l., altresì detta GE.COM. s.r.l.
Il centro-nord è stato servito dalla società Ce.di Sisa Centro Nord fino al fino al luglio 2015.
Nel giugno 2017 nasce Distribuzione SISA centro sud S.r.l., che prende il posto della Cedi SISA Centro Sud S.p.A.; a seguito di vari riassetti patrimoniali, forma, insieme a Sigma, l'alleanza D.IT (Distribuzione Italiana).
Nel 2018, Sisa crea la rivista d'insegna Sorrisi Magazine, con lo scopo di rafforzare la relazione con il cliente finale, strumento di loyalty tuttora in pubblicazione.
Nel 2025, l'insegna Sisa celebra il 50º anno di presenza sul mercato.

## Principali declinazioni dell'insegna Sisa
I punti vendita Sisa sono esercizi di prossimità dislocati su tutto il territorio nazionale. Le principali declinazioni (ovvero i format) presenti sul mercato sono IPERSISA, SISA SUPERSTORE, SISA, ISSIMO, NEGOZIO ITALIA e QUICK.
| Insegna Negozio             | Tipologia di Negozio                        |
| --------------------------- | ------------------------------------------- |
| Negozio Italia              | Libero servizio piccolo/Negozio di vicinato |
| Issimo                      | Libero servizio piccolo/Negozio di vicinato |
| Quick                       | Superette                                   |
| Sisa                        | Supermercato                                |
| IperSisa                    | Ipermercato                                 |
| Sisa Superstore             | Superstore                                  |
| Insegne indipendenti locali |                                             |
| Mercadò                     |                                             |
| Iper Mercadò                |                                             |

## Centri distributivi
- Supercentro, nata nel 1996, ha sede a Taranto (TA), conta circa 110 punti vendita sul territorio di Calabria, Basilicata e Puglia;
- Sisa Sicilia SpA, con sede a Carini (PA), opera attraverso 120 punti vendita dislocati su 8 province in Sicilia;
- Europa Commerciale srl, con sede operativa nella zona industriale di Lamezia Terme (CZ), conta 20 punti vendita in Calabria;
- Le Delizie del Sud srl, ha sede a Gricignano di Aversa (CE) e conta circa 40 punti vendita dislocati tra Calabria, Campania, Puglia, Basilicata, Lazio.

## Prodotti a marchio
I prodotti a marchio Sisa oggi contano circa 1500 referenze, suddivise in cinque brand:
- Sisa, la linea “mainstream”, annovera referenze alimentari, non alimentari, cura della casa e cura della persona.
- Gusto&Passione, la linea premium che comprende una selezione gourmet dei migliori prodotti gastronomici da tutto il mondo e una selezione regionale, che esprime al meglio il valore e la ricchezza della tradizione italiana. All'interno di Gusto&Passione si possono trovare anche i prodotti della Selezione Slow Food Italia, approvati e controllati dall'omonima associazione.
- Equilibrio&Piacere, la linea di prodotti funzionali dedicati ad equilibrio e benessere. Comprende alimenti privi di lattosio, senza glutine, ricchi di fibre, ad alto contenuto proteico e a ridotto contenuto di grassi, concepiti per rispondere alle precise esigenze alimentari di certe categorie di consumatori.
- VerdeMio, le cui materie prime provengono dall'agricoltura biologica, contraddistinte da un'etichetta verde. La linea include anche prodotti non alimentari certificati Ecolabel – come carta, detergenti e articoli monouso – realizzati secondo rigidi criteri produttivi da fornitori in possesso delle certificazioni di eco sostenibilità richieste.
- Primo, una linea budget in passato nota come "Risparmio" caratterizzata da una grafica di colore giallo-blu delle confezioni.